# Lorius garrulus
Lorius garrulus hay vẹt đỏ chattering lory là một loài chim trong họ Psittacidae.